# 核拡散
核拡散 (かくかくさん、Nuclear proliferation) とは、核兵器、核分裂性物質、および核兵器に関連する技術や情報が、「核保有国」として認定されていない国々に広がることを指す。

## 解説
この認定は、通称「核拡散防止条約」またはNPT（Non-Proliferation Treaty）として知られる国際条約によって定められている。核拡散に対しては、核保有国や非核保有国を問わず、多くの国々が反対の立場をとっている。これは、より多くの国が核兵器を保有することで核戦争の可能性が高まり（特に核兵器による市民への報復攻撃も含まれる）、国際的または地域的な関係の不安定化、または国家主権の侵害の可能性があるとの各国政府の懸念のためである。
「核保有国」として認識されている5つの国々以外に、インド、パキスタン、北朝鮮、およびイスラエルが核兵器を保有しているとされている。これらの4つの国はいずれもNPTの加盟国ではないが、北朝鮮は1985年にNPTに加盟し、2003年に脱退し、2006年に初の核実験を実施した。NPTへの批判の一つとして、1968年以前に核兵器を試験した国のみが核保有国として認められ、それ以外の国は核兵器を放棄することを条件にのみ条約に加入できる非核兵器国として扱われることから条約が差別的であるとの物がある.
原子爆弾の開発に関する研究は、第二次世界大戦中にアメリカ（イギリスとカナダとの協力を伴う）、ドイツ、日本、およびソビエト連邦によって最初に行われた。アメリカは第二次世界大戦中の1945年7月に人類史上初の核実験であるトリニティ実験を実施。8月に日本の広島・長崎に対しての原子爆弾を使用し、戦争史上初めて核兵器を使用した国となった。第二次世界大戦終結後、ドイツと日本は核兵器の研究を取り止めた。1949年8月、ソビエト連邦は核兵器を試験(RDS-1)し、2番目の国として核爆弾を完成させた。イギリスが最初の核実験を実施したのは1952年10月であり、続いてフランスが1960年に最初の核実験を実施、中華人民共和国は1964年に最初の核実験を実施した。インドは1974年に初の核実験を行い、インドと安全保障上の緊張関係にあるパキスタンは独自の核開発計画を策定した。また、インドが1998年に2度目の核実験を行った際、パキスタンも続いて自国の核実験を行った。2006年には北朝鮮が初の核実験を実施した。
核拡散を防止するための初期の取り組みは、政府の厳重な機密保持、既知のウラン貯蔵庫（Combined Development Trust）の戦時獲得、そして時には直接的な妨害行為さえ含まれていた。これには、ドイツの核開発計画に使用されていると考えられていたノルウェーの重水施設への爆撃なども含まれていた。これらの取り組みは、核分裂の発見とその軍事的な可能性が明らかにされた直後から始まり、この取り組みは明示的には公にされなかった。これは、そもそも兵器の開発自体が広島への原爆投下まで秘密にされていたことに依る。
誠実な国際的な核非拡散を促進する取り組みは、第二次世界大戦後すぐに開始された。1946年、アメリカ合衆国・トルーマン政権はバーナード・バルークをアメリカの初代国連原子力委員会代表として指名し、バルーク・プランを提案した。このバルーク・プランは、1946年のアチェソン・リリエンサル報告に大いに基づいており、以下の2つの成果が達成された後、米国の核兵器（当時、世界で唯一の核兵器）の検証可能な解体と廃棄を提案した。1つ目は「国際的な原子力開発機関」の設立であり、この機関が実際にすべての軍事に関連する核物質と活動を所有・管理し、2つ目は国連安全保障理事会ですら拒否権を持てない自動制裁体制の創設であり、核兵器や分裂性物質の製造能力を獲得しようとする国家を、その規模に応じて比例的に罰することを提案した。
バルークは核兵器の廃棄を訴え、基本的な道徳的および宗教的な直感に訴えた。国連における演説の一部で、バルークは「新たな原子時代の暗黒の予兆の背後には、信仰をもって抱かれることで私たちの救済を成し遂げる希望があります。もし私たちが失敗すれば、恐怖の奴隷となる運命を全ての人に課してしまうことになります。自分自身を欺くことはしませんように。私たちは世界平和か世界破壊を選ばなければなりません...。私たちは世界が求める平和と安全への願いに応えなければなりません」と述べ、この発言によりバルークは核倫理の分野を創設し、多くの政策専門家や学者が貢献した。
バルーク・プランは広範な国際的な支持を受けたが、ソビエト連邦が安全保障理事会で拒否権を行使する予定であったため、UNAECから出ることはありませんでした。それでも、1953年にアイゼンハワー大統領が国連総会で「平和のための原子力」提案を行ったまで、バルーク・プランは公式のアメリカの政策となった。アイゼンハワーの提案は、最終的に1957年に国際原子力機関（IAEA）の創設につながり、国際原子力機関は「平和のための原子力」というプログラムを通じて世界中の科学者を教育した。しかしこれに参加した研究者が、後に母国で秘密の兵器計画(つまり核開発計画)を追求したとされる。
核兵器の拡散を制限するための国際的な合意を結ぶ取り組みは、1960年代初頭になってから始まった。当時、核兵器を保有していた国（アメリカ、ソビエト連邦、イギリス、フランス）が存在した後であった（詳細は核兵器を保有する国の一覧を参照）が、これらの取り組みは1960年代初頭に停滞し、1964年に中国が核実験を実施した後に再び進展した。1968年、国際軍縮委員会（ENDC）に参加していた各国の政府代表たちは、NPTの文言についての交渉を終了した。1968年6月、国連総会は総会決議2373（XXII）によってNPTを承認し、1968年7月にはワシントンD.C.、ロンドン、モスクワでNPTの署名が開始され、NPTは1970年3月に発効した。
1970年代半ば以降、核拡散防止の主な焦点は、核兵器開発計画の最も困難で高価な部分である分裂性物質と特殊技術の国際的な管理を維持し、さらに強化することであった。これらは核兵器開発計画において最も困難で高価な部分であるため、これらの装置の構築に必要な分裂性物質と特殊技術を国際的に管理することが主な目的とされている。合成と分配が管理されている主要な物質に高濃縮ウランとプルトニウムがある。これら特殊物質の獲得以外に、原始的であっても動作する核爆発装置を開発するための科学技術的手段は、工業化国家の開発可能な範囲内にあると考えられている。
国連によって1957年に設立された国際原子力機関（IAEA）は、二つの時によって矛盾する使命を促進してきた。一方では、機関は民生用原子力エネルギーの国際的な普及を促進し、他方、民生用原子力エネルギーが核兵器、核爆発装置、または未知の目的に転用されることを防止、または少なくともその行為を感知することを目指している。IAEAは、1968年の核拡散防止条約（NPT）の第III条で定められた保障制度を運営しており、ウランやプルトニウムの民間在庫、およびこれらの核物質に関連する施設や技術が平和的な目的にのみ使用され、いかなる形でも拡散や核兵器プログラムに寄与しないようにすることを目指している。多くの場合、核保有国によるこれらの国々への保証や相互防衛条約の拡大によって、多くの国への核兵器の拡散が防止されてきたと主張されているが、国家の名声や特定の歴史的経験など、その他の要素も核拡散の促進や阻止に影響を与える役割を果たしている。